# La Superbe (album)
Cet article concerne l'album de Benjamin Biolay. Pour le roman d'André Chamson, voir La Superbe.
Albums de Benjamin Biolay
Trash Yéyé
(2007) Best of
(2011)
Singles
1. La Superbe
Sortie : octobre 2009
2. Padam
Sortie : mars 2010
3. Lyon Presqu'île
Sortie : mai 2010
4. Si tu suis mon regard
Sortie : juin 2010
5. Ton héritage
Sortie : mars 2011

La Superbe est le cinquième album solo de et produit par Benjamin Biolay paru le 19 octobre 2009 chez Naïve. Il s'agit d'un double album.

## Historique
Deux ans après Trash Yéyé, La Superbe sort chez Naïve, label indépendant pour lequel le chanteur a quitté le label Virgin Records propriété de la major EMI. L'album est enregistré à Bruxelles.
Les instrumentations font une place importante aux cordes (dirigées par l'auteur), aux cuivres et aux claviers, mais aussi aux synthétiseurs, aux programmations électroniques ainsi qu'aux guitares de Pierre Jaconelli qui participe à la réalisation de plusieurs morceaux. La pochette est, quant à elle, entièrement conçue par le collectif M/M.
La sortie de l'album est précédée de la mise en ligne et en téléchargement gratuit, en juillet 2009, du titre éponyme La Superbe sur le site officiel de l'artiste. Ce titre fait aussi l'objet d'une vidéo, réalisée par Clarisse Canteloube, constituée d'un unique plan-séquence de la durée de la chanson (6 min 25 s) se déroulant dans un entrepôt désaffecté, la caméra tournant autour de Benjamin Biolay et de Marie-Agnès Gillot, danseuse étoile à l'Opéra de Paris.
La chanson Padam fait également l'objet d'un clip, où le chanteur est joué par le comédien Micha Lescot.
La critique est unanime lors de la sortie de l'album. Gilles Médioni de L'Express qualifie le disque de « meilleur album de l'année », citant en référence XTC, Morrissey ou Gainsbourg. Le chroniqueur qui présente l'album dans le 7/10 de Nicolas Demorand sur France Inter le jour de sa sortie évoque Gainsbourg, Bashung et Daho. Les Inrockuptibles sélectionnent le titre Lyon presqu'île pour leur compilation Une rentrée 2009 vol. 3 et le présentent comme « l'un des vingt-deux diamants qui composent l'hallucinant diadème La Superbe ». Télérama attribue au disque sa note maximale.
La semaine de sa sortie l'album entre à la troisième place du classement des meilleures ventes d'albums en France. Il est disque d'or avec 160 000 exemplaires vendus.

## Liste des titres
Toutes les chansons sont écrites et composées par Benjamin Biolay, sauf mention contraire.
| 1.  | La superbe (chœurs : Gesa Hansen)          |                                   | 6:17 |
| 2.  | 15 août (lettre lue par Valérie Donzelli)  |                                   | 3:36 |
| 3.  | Padam                                      |                                   | 4:48 |
| 4.  | Miss Catastrophe                           |                                   | 5:14 |
| 5.  | Ton héritage                               |                                   | 4:20 |
| 6.  | Si tu suis mon regard                      |                                   | 3:31 |
| 7.  | Night Shop                                 |                                   | 5:25 |
| 8.  | Tu es mon amour                            |                                   | 2:50 |
| 9.  | Sans viser personne                        | Benjamin Biolay, Pierre Jaconelli | 3:19 |
| 10. | La toxicomanie                             |                                   | 3:03 |
| 11. | Brandt Rhapsodie (duo avec Jeanne Cherhal) | Benjamin Biolay, Jeanne Cherhal   | 4:44 |

| 1.  | L'espoir fait vivre                               | 3:48 |
| 2.  | Prenons le large                                  | 3:54 |
| 3.  | Tout ça me tourmente (voix : Jeanne Cherhal)      | 4:44 |
| 4.  | Assez parlé de moi                                | 3:21 |
| 5.  | Buenos Aires (voix : Frederico Schindler)         | 3:50 |
| 6.  | Raté                                              | 3:51 |
| 7.  | Lyon presqu'île (voix : Alka Balbir)              | 4:17 |
| 8.  | Mélancolique                                      | 3:33 |
| 9.  | Reviens mon amour                                 | 3:17 |
| 10. | Jaloux de tout                                    | 7:35 |
| 11. | 15 septembre                                      | 5:04 |
| 12. | Les grands ensembles (Édition limitée uniquement) | 4:41 |
| 13. | La fin des cours (Édition limitée uniquement)     | 2:42 |
| 14. | Non Madame (Édition limitée uniquement)           | 3:52 |

## Distinctions
- Victoires de la musique 2010 : 
  - Victoire de l'album de chansons, variétés
  - Interprète masculin de l'année